# Dalserf Parish Church

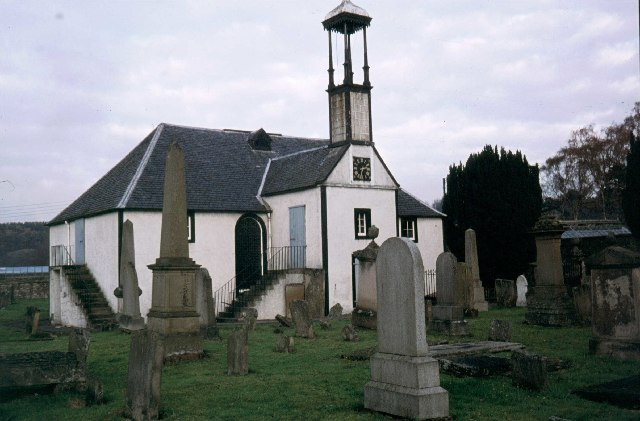
Dalserf Parish Church

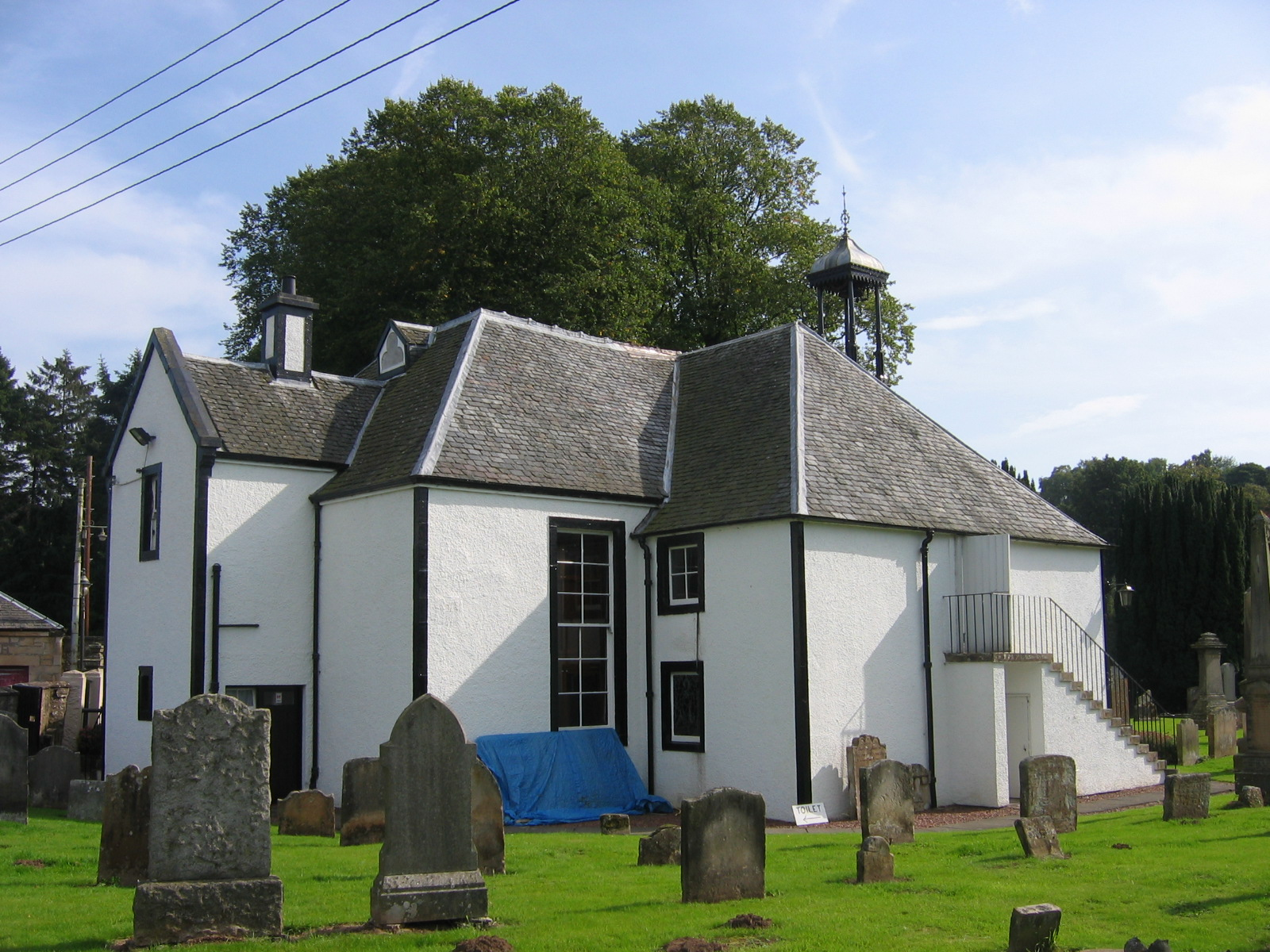
Rückansicht

Die Dalserf Parish Church ist ein Kirchengebäude der presbyterianischen Church of Scotland in dem schottischen Weiler Dalserf in der Council Area South Lanarkshire. 1971 wurde das Bauwerk in die schottischen Denkmallisten in der höchsten Denkmalkategorie A aufgenommen.

## Geschichte
Auf dem umgebenden Friedhof findet sich ein normannischer Hogback aus dem 11. Jahrhundert. Dies legt nahe, dass es sich spätestens seit dieser Zeit um einen christlichen Standort handelt. Möglicherweise handelte es sich hierbei um eine Serf oder Machan geweihte Kapelle. Die ältesten Teile der heutigen Dalserf Parish Church stammen aus dem Jahre 1655. Weite Teile der heute erhaltenen Kirche wurden im Jahre 1721 neu aufgebaut. 1819 und 1894 wurde das Gebäude modernisiert.

## Beschreibung
Die Dalserf Parish Church steht in einem Mäander des Clyde in dem Weiler Dalserf. Das zweistöckige, fünf Achsen weite Gebäude weist grob einen T-förmigen Grundriss auf. Markant ist der gusseiserne Chhatri mit geschwungener Haube am vorspringenden Flügel. Unterhalb der Haube läuft ein floral ornamentiertes Band um. In den abgeflachten Giebel unterhalb des Chhatri ist eine Uhr eingelassen. Das Eingangsportal im Innenwinkel ist über eine Vortreppe mit schmiedeeisernem Geländer zugänglich. Rundbogenfenster flankieren den Flügel.
Die rückwärtige Fassade ist gestuft. Es wurden Sprossenfenster unterschiedliche Größe verbaut. An der Westseite führt eine steinerne Vortreppe zum Haupteingang hinauf. Zwei weitere Türen, eine davon mit Kämpferfenster, finden sich an der Ostseite. Die abschließenden Dächer sind mit grauem Schiefer eingedeckt. An der Rückseite ragt ein kleiner firstständiger Kamin auf. Er ist ebenso wie die Fassaden mit Harl verputzt.